# Гробница Нгуен Хоанг-тонга
гробница Нгуен Хоанг-тонга — 
Гробница Lăng Khải Định, официально названная мавзолей Ứng (Ứng lăng, chữ Hán: 應陵) была построенная для Khải Định, двенадцатого императора вьетнамской династии Нгуен. В ней сочетаются вьетнамская архитектура и западные стили. Строительство гробницы было завершено в 1931 году после 11 лет строительства. Она расположена на горе Чау-Чу (Châu Chữ), недалеко от бывшей столицы Хуэ (Huế). В 1993 году гробница была включена в список Всемирного наследия ЮНЕСКО как часть комплекса памятников Хуэ.